# Адам и Ева
Адам (ивр. אָדָם‎, буквально человек, мужчина) и его жена Ева (ивр. חַוָּה‎, Хава, от חַי‎ живая) — в авраамических религиях: первые люди на Земле, сотворённые Богом и прародители человеческого рода.
В Пятикнижии (Быт. 2—4) приводится довольно подробное описание жизни первой человеческой пары. Основные сюжетные элементы включают в себя создание Адама и Евы, искушение и грехопадение; изгнание из Эдема; а также последующее расселение людей по миру вне Эдемского сада.

## В Ветхом Завете

### Сотворение
В Книге Бытие содержатся два параллельных рассказа о сотворении мира и человека:
- Первый рассказ: 1:26 — 2:3;
- Второй рассказ: 2:4 — 3:24.

Согласно первому варианту (Быт. 1:26—29), прародители человечества — мужчина и женщина — созданы Богом после создания птиц, рыб и зверей. По Библии, Бог сказал: «Сотворим человека по образу Нашему, по подобию Нашему; и да владычествуют они над рыбами морскими, и над птицами небесными, и над скотом, и над всею землею, и над всеми гадами, пресмыкающимися по земле» (Быт. 1:26). «И сотворил Бог человека по образу Своему, по образу Божию сотворил его; мужчину и женщину сотворил их» (Быт. 1:27).
Согласно второму варианту, Бог сначала сотворил одного мужчину, затем создал райский сад и поселил в нём мужчину в качестве садовника: «И взял Господь Бог человека, и поселил его в саду Едемском, чтобы возделывать его и хранить его» (Быт. 2:15). Бог создал всех зверей и птиц и привёл их к человеку, чтобы тот выбрал себе из них помощника (Быт. 2:18—20). Однако подходящего помощника не нашлось, поэтому Бог усыпил Адама, взял одно из его рёбер и сотворил из него первую женщину — Еву, которая стала женою для первого человека (Быт. 2:21, 22). «И были оба наги, Адам и жена его, и не стыдились».

### Грехопадение и изгнание из Эдема
Среди Эдемского сада было два особых дерева: Дерево жизни и Дерево познания добра и зла. Господь разрешил Адаму есть «от всякого дерева в саду» и лишь плоды от Дерева познания добра и зла запретил ему есть, предупредив, что последствием непослушания будет смерть.
Змей же (образ Сатаны), который «был хитрее всех зверей полевых, которых создал Господь Бог», уловками и хитростью убеждал Еву попробовать плод запретного Дерева познания добра и зла. Женщина отказывалась, говоря, что Бог запретил им есть с этого дерева, так как съевший плод умрёт. Змей же говорил ей об обратном: «Вы будете как боги, знающие добро и зло». Наконец, женщина поддалась уговорам змея, нарушив волю Господа, после чего дала попробовать плод и Адаму. В результате, Адам и Ева осознали свою наготу и спрятались от Бога.
По словам святителя Иоанна Златоуста, изначала Бог создал человека самовластным, иначе он не стал бы наказывать его за преступления заповеди либо награждать за её соблюдение. Грехопадение заключалось в желании человека присвоить себе Божественное право решать, что такое добро и зло. За проступком последовало наказание: Змей был проклят, и обречён ползать на животе и питаться прахом, женщине было определено «в болезни рождать детей», испытывать к мужу чересчур сильное влечение и находиться у него в подчинении; мужчине же было назначено со скорбью и в поте лица трудиться во все дни жизни его на земле, которая «проклята за него». Люди перестали быть бессмертными и после смерти должны вернуться в землю в виде праха, из которого и был создан Адам.
После этого Бог сделал людям одежду и выслал человека из Эдемского сада «чтобы возделывать землю, из которой он взят». Чтобы люди не смогли вкусить плодов Дерева жизни, у входа был поставлен херувим и «пламенный меч обращающийся».

### Жизнь после изгнания из Эдема
Ева родила от Адама сначала Каина, а затем и второго сына — Авеля (Быт. 4:1, 2).
В основных рукописях, описывающих библейскую генеалогию, есть отличия в возрасте прародителей. Так, по масоретскому тексту, у Адама родился третий сын Сиф, когда Адаму было 130 лет. Однако, по Септуагинте, Адаму было 230 лет.
Сиф, будучи предком Ноя, стал одним из родоначальников всего человечества. Потомки других детей Адама и Евы погибли во время Всемирного потопа (Быт. 7:21).

## В исламе
Библейская история про первых людей повторяется также в исламе. Адам и Хавва — первая человеческая пара, предки всех людей.

## В искусстве

### В изобразительном искусстве
Традиционно изображение Адама можно встретить в четырёх иконографических схемах:
- Сотворение Адама
- Сотворение Евы
- Грехопадение
- Изгнание из рая

- Манускрипт 950-955 годов, Библиотека Сан-Лоренцо (Франция)
- Адам и Ева. Персидская миниатюра 1294-1299 годов. «Манафи аль Хайаван» Ибн Бахтишу. Марага. Библиотека Пирпонта Моргана, Нью-Йорк (США)
- Адам и Ева на створках Гентского алтаря (1432) братьев ван Эйков: первые люди изображены «с прикрытым срамом», одетыми в шкуры, то есть уже после грехопадения
- «Сад земных наслаждений» (1500—1510), левая створка триптиха Босха. Изображение последних трёх дней творения мира
- Адам и Ева, иллюстрация Михаила Зичи 1887 года к стихотворной драме «Трагедия человека» Имре Мадача
- Фонтан «Адам и Ева» на проспекте Мира в Красноярске